# Per Ohlin
Per Johan Magnus Ohlin, född den 26 juli 1910 i Hammerdal, Jämtland, död den 8 februari 1974 i Uppsala, var en svensk professor i fysik. Han blev allmänt känd genom medverkan i frågeprogram i radio.

## Biografi
Ohlin var son till en provinsialläkare och tog studentexamen 1928 i Västerås. Han fortsatte därefter studierna vid Uppsala universitet där han tog en fil.kand-examen 1931. Han var åren 1934–1941 amanuens vid universitetets fysiska institution där han det senare året disputerade för sin doktorsexamen och blev docent i fysik.
I sin akademiska karriär fortsatte han sedan som forskare på deltid vid Svenska nationalkommissionen för fysik parallellt med en tjänst som tillförordnad laborator i experimentell fysik vid universitetet fram till 1948 då han tillträdde en tjänst som professor i fysik. Han blev då också vice ordförande i Svenska fysikersamfundet och var senare ledamot Statens råd för atomforskning 1965–1971.

## Forskning
Ohlins forskning gällde främst problem inom röntgen- och plasmafysiken. Han var en skicklig apparatkonstruktör och byggde vanligen sin utrustning på egen hand. Han arbetade med en vakuumspektrometer, med krökt kristall som gitter och Geiger-Müllerräknare. 
0hlins arbete blev internationellt uppmärksammat. Isokromatupptagning och dess finstrukturproblem fortsatte att väcka hans intresse, och han återkom med nya undersökningar även sedan andra grenar av fysiken alltmer tagit överhand. Efter professorsutnämningen arbetade han tillsammans med Olof Beckman, sedermera professorskollega på institutionen, på uppbyggnaden av en van de Graaff-generator för 800 kV. Avsikten var att studera de tyngre elementens röntgenspektra. Under ett tiotal år kom generatorn att användas av olika medarbetare för såväl röntgenspektroskopiska som kärnfysikaliska undersökningar.
Ohlin medverkade också i fusionsexperiment i Uppsala som främst syftade till att undersöka stabilitetsförhållanden vid olika typer av urladdningar. Forskningsresultaten redovisades vid plasmafysikkonferenserna i Venedig 1957 och Uppsala 1959 samt vid FN-konferensen om atomenergins fredliga användning i Genève 1958. Med erfarenheter från fusionstekniken inspirerades han till att undersöka förändringar i röntgenspektra vid högenergetiska urladdningar. För ändamålet konstruerade han så kallade blixtröntgenrör för urladdningar upp till megaampéreområdet.
Privat var Ohlin en skicklig populärvetenskaplig skribent, vilket framgår av hans många artiklar i dagspressen i ämnen som låg hans sakkunskap nära. Tillsammans med Anna Beckman skrev han ett uppmärksammat större arbete om forskning och undervisning i fysik vid Uppsala universitet under 500 år.
Per Ohlin är begravd på Uppsala gamla kyrkogård.